# Bocca della Selva
Bocca della Selva, frazione del comune di Cusano Mutri, è una località turistica sita a 1395 metri d'altezza.  Comprende, inoltre, anche i territori di vari comuni fra cui Piedimonte Matese e San Gregorio Matese e Cusano Mutri, alle falde del Monte Mutria,  ed è sede di un osservatorio meteorologico.

## Descrizione
Fra Bocca della Selva e Pietraroja nasce il corso del fiume Titerno che sfocia nel Volturno. Nei dintorni sono site diverse aree attrezzate create dalla Comunità Montana del Titerno.
All'interno del piccolo centro è situata anche una piccola stazione sciistica principalmente frequentata da apprendisti sciatori. La pista da sci è lunga 3 km ed è dotata di due impianti di risalita. Vi è anche un albergo rifugio. Le piste e gli impianti sono del Comune di Piedimonte Matese solo per quanto concerne la gestione. Negli anni '80 è stata interessata da un intenso sviluppo edilizio con la costruzione di numerose case di villeggiatura tutte nel territorio di Cusano Mutri.
Bocca della Selva disponeva di uno skilift. Gli sciatori che vogliono imparare a sciare trovano una pista didattica del fondo. Per lo sci alpino era servita da una manovia ora ferma. Il Pork Park era un piccolo attrezzato snowpark posizionato lateralmente alla pista principale di Bocca della Selva e deve il suo nome al Monte Porco. Tra il 2005 ed il 2008 il park è stato utilizzato per diverse gare del circuito FSI nazionale. Dal 2011 gli impianti sono fermi e in abbandono. Un lungo ed interessante sentiero escursionistico parte dal paese e raggiunge la vetta del Monte Mutria, 1823 m, cima del Gruppo di Monti del Matese.

### Accessibilità
Per raggiungere la stazione sciistica bisogna prendere da Benevento la SS88 per proseguire in direzione di Campobasso. Imboccare l'uscita per Morcone e seguire la strada provinciale Morcone-Campitello Matese. La strada passa proprio per Bocca della Selva.
Da Caserta e Napoli invece prendere a Maddaloni la SS Fondo Valle Isclero uscire a Telese Terme proseguire per Cerreto Sannita quindi la SP 76 Mutria fino a Bocca della Selva. Da Campobasso invece, si percorre la SS 87-17, continuando in direzione di Guardiaregia sulla SS 158 e proseguendo per Piedimonte Matese fino al confine tra le tre province.

## Monumenti e luoghi d'interesse
- Chiesa Madre Regina della Pace;
- Faggete che arrivano a lambire il confine con la Provincia di Caserta dove si trova il Lago del Matese.L'esterno della Chiesa "Madre Regina della Pace"

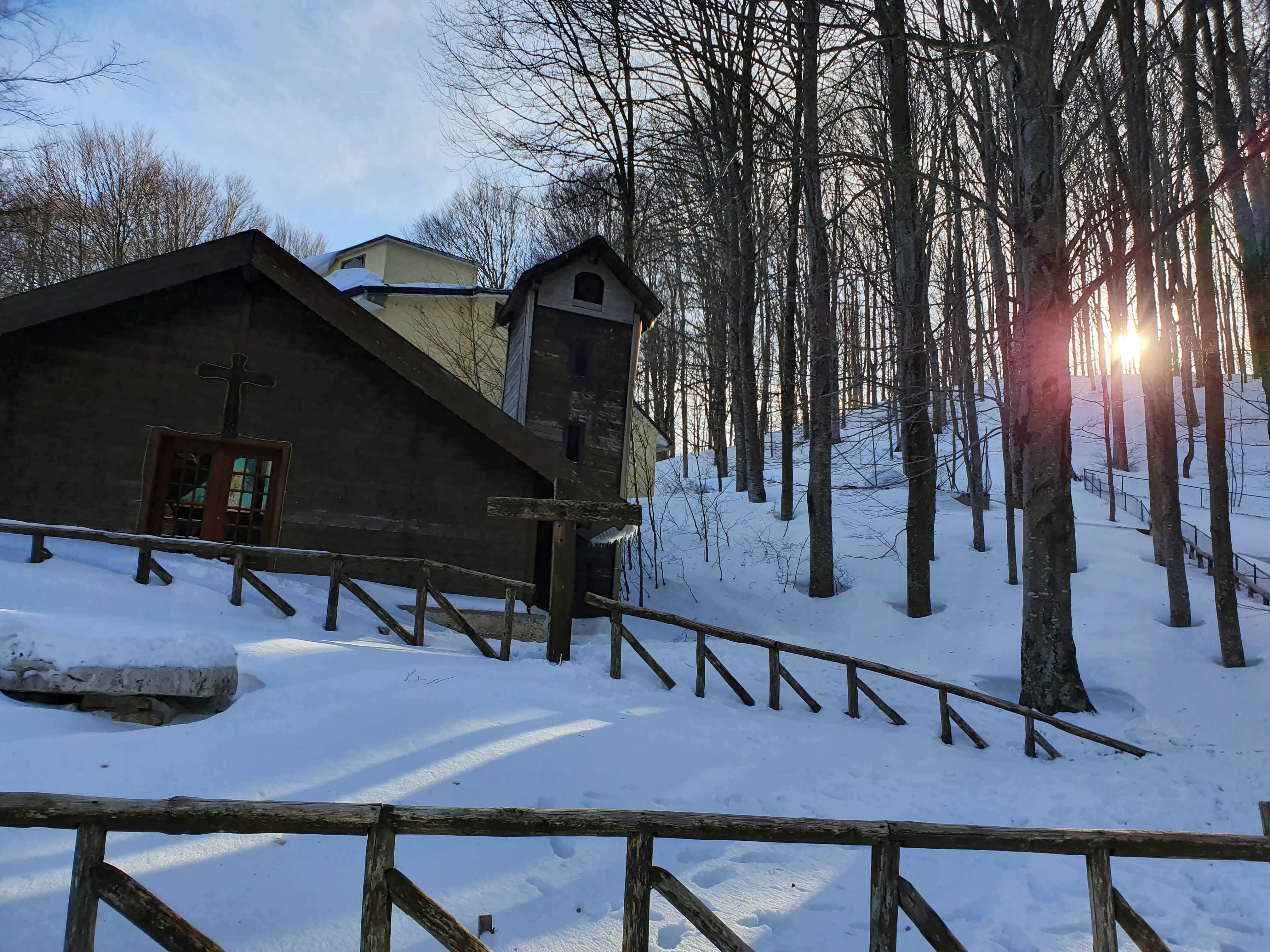
L'esterno della Chiesa "Madre Regina della Pace"

## Ciclismo
Bocca della Selva è stata Gran Premio della Montagna di seconda categoria nelle edizioni 2016, 2021 e 2024 del Giro d'Italia: nel 2016 durante la sesta tappa, da Ponte al piano Aremogna di Roccaraso, nel 2021 durante l'ottava tappa, da Foggia a Guardia Sanframondi e nel 2024 nella decima tappa da Pompei a Cusano Mutri.